# Táncsics Akadémia
A Magyar Szocialista Párt (MSZP) pártalapítványa, a Táncsics Alapítvány Kuratóriumának 2010. decemberi döntése alapján 2011 januárjában elindult az Alapítvány politikai-közéleti képzési programja Táncsics Akadémia néven.

## Története
A Táncsics Akadémiára 2011. január 3. és 30. között jelentkezhettek a közélet és politikai iránt érdeklődő 18 és 35 év közötti fiatalok. A jelentkezések száma minden várakozást felülmúlt, több mint 400 fiatal keresett meg bennünket. Ők először egy online közéleti tesztet töltöttek ki, majd a legjobb eredményt elért 100 főt hívtuk meg egy személyes beszélgetésre. Közülük választottuk ki az első évfolyamra bejutott 31 főt. 
Az évnyitóra az első tanítási napon, február 19-én került sor sajtónyilvánosság előtt, a képzés helyszíne rendszerint a Politikatörténeti Intézet egykori Táncsics Pódium terme. 

## Működése
A hallgatók az első félévet írásbeli teszttel zárják, melynek sikeres megírása feltétele a második félév megkezdésének. A második félévben a sikeres vizsgát tett hallgatók specializálódhatnak európai uniós illetve politikai szakirányokba.

## Előadói
Az első félév előadói Agárdi Péter, Andor László, Bajnai Gordon, Bánfalvi István, Bodnár Zoltán, Böcskei Balázs, Filippov Gábor, Keszthelyi András, Mózer Péter, Ripp Zoltán, Romsics Ignác, Somody Bernadette, Szabó Máté Dániel, Tabajdi Csaba, Tordai Csaba, Vasali Zoltán voltak.

## Táncsics Nyitott Egyetem
A Táncsics Akadémiára be nem jutó körülbelül 400 jelentkező számára a Táncsics Alapítvány 2011 áprilisától egy külön előadássorozatot hozott létre Táncsics Nyitott Egyetem néven.

## Külső hivatkozások
- A Táncsics Akadémia honlapja
- Táncsics Alapítvány
- Megkezdi működését a Táncsics Akadémia Archiválva 2016. március 5-i dátummal a Wayback Machine-ben
- A Táncsics Akadémia Facebook-oldala
- Egy nap alatt százan jelentkeztek – Tv2.hu, 2011. január 6.